# جورج تي مورغان
جورج تي مورغان (بالإنجليزية: George T. Morgan)‏ هو نقاش أمريكي، ولد في 24 نوفمبر 1845 في برمنغهام في المملكة المتحدة، وتوفي في 4 يناير 1925.